# El Trébol (Soacha)
El Trébol es una urbanización de la comuna 3 La Despensa del municipio colombiano de Soacha, Cundinamarca. 

## Geografía
Fundada en 1997, está situada a orillas de la quebrada Tibaníca (río Claro), limitada al occidente con la urbanización Hacienda Potrero Grande, al sur con la urbanización Santa María del Rincón (Calle 33) y oriente con Rincón de Santa Fe 2 (Transversal 15) y al norte con los barrios Jardín y Rincón de Rosales (Avenida Terreros). Se encuentra a 325 Metros al oriente del Centro Comercial Mercurio.
El Trébol se encuentra ubicado en una zona residencial y comercial. El comercio en su mayoría se encuentra clasificado en el sector terciario o de servicios; hay establecimientos de comidas rápidas, restaurantes, asaderos y fruterías.
EL 11 de abril de 2000 se fundó la Junta de Acción Comunal, en la cual trabajan 14 funcionarios.

## Movilidad
A El Trébol se puede llegar por dos avenidas: Terreros y Potrero Grande. El barrio posee rutas intermunicipales que se encargan de conectar los diferentes barrios de Soacha, cuenta con una ruta circular encargada de comunicar la Autopista Sur con Ciudad Verde mediante el Corredor de Transporte Bogotá-Soacha y el transporte urbano municipal. También cuenta con la estación Terreros - Hospital C.V. del sistema TransMilenio.

## Lugares de interés
- Iglesia la Sagrada Familia (Diagonal 34)
- Parque Barrio El Trébol[1]